# 551 г. пр.н.е.

## Събития

### В Азия

#### Във Вавилония
- Набонид (556 – 539 г. пр.н.е.) е цар на Вавилония.[1]

#### В Мидия
- Астиаг (585/4 – 550/49 г. пр.н.е.) е цар на Мидия.[2]

#### В Персия
- Царят на Аншан Кир II (559 – 530 г. пр.н.е.), продължава войната (553 – 550 г. пр.н.е) срещу Астиаг.[3]

### В Африка

#### В Египет
- Фараон на Египет е Амасис II (570 – 526 г. пр.н.е).[4]

## Родени
- Конфуций, китайски мислител и философ (умрял 479 г. пр.н.е.)